# Skillingsfors
Skillingsfors ist ein Småort in der schwedischen Provinz Värmlands län beziehungsweise der historischen Provinz Landskap Värmland.

## Geographie
Skillingsfors liegt circa 20 km südwestlich vom Hauptort der Gemeinde Eda, Charlottenberg. Er liegt am Südende des Askesjön. Skillingsfors ist über die sekundäre Länsväg S 622, S 628 und S 631 an das schwedische Straßennetz angeschlossen. Von 1914 bis 1961 existierte über die Bahnstrecke Beted–Skillingsfors eine Bahnverbindung nach Beted.
Der Ort hat 54 Einwohner (2015).

## Sehenswürdigkeiten
- Skillingmarks kyrka

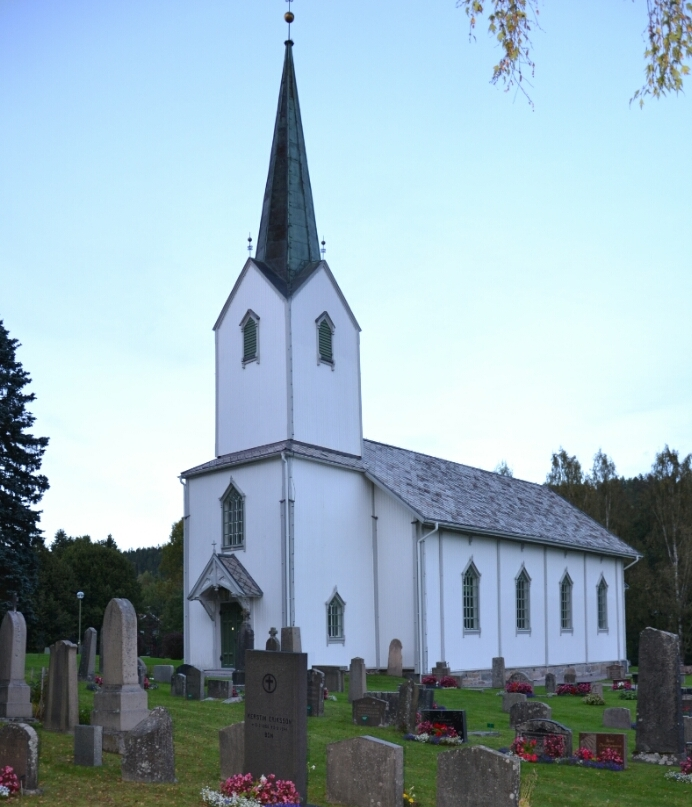
Evangelische Kirche (2012)